# Бекназаров, Бектас Абдыханович
Бектас Абдыханович Бекназаров (каз. Бектас Әбдіханұлы Бекназаров; род. 12 сентября 1956, село Тесиктас, Жуалынский район, Казахская ССР, СССР) — казахстанский государственный и политический деятель. Депутат сената парламента Республики Казахстан (2014—2020).

## Биография
В 1983 году окончил юридический факультет Казахского государственного университета им. Кирова по специальности юрист. В 2005 году защитил учёное звание кандидата юридических наук, тема диссертации: «Криминологическая характеристика и предупреждение преступлений в сфере компьютерной информации».
С 1978 по 1983 годы — судебный исполнитель Центрального райсуда города Джамбула; консультант, старший консультант отдела юстиции Джамбулского облисполкома.
С 1984 по 1990 годы — народный судья Джувалинского райсуда.
С 1990 по 1996 годы — судья, председатель коллегии по уголовным делам Жамбылского областного суда.
С 1997 по 1999 годы — председатель Жезказганского областного суда, председатель коллегии по уголовным делам Алматинского областного суда.
С января 2000 по июнь 2000 годы — директор департамента организации деятельности судов Министерства юстиции Республики Казахстан.
С 2000 по 2002 годы — судья Верховного Суда Республики Казахстан.
С 2002 по 2006 годы — председатель Атырауского областного суда.
С 2006 по 2009 годы — председатель специализированного финансового суда города Алматы.
С 2009 по 2011 годы — председатель Актюбинского областного суда.
С апреля 2011 по октябрь 2013 годы — председатель Верховного Суда Республики Казахстан.
С октября 2013 по август 2014 годы — председатель Высшего судебного совета при президенте Республики Казахстан.
С 17 августа 2014 по 28 августа 2020 года — депутат сената парламента Республики Казахстан.
С сентября 2016 по 28 апреля 2020 год — заместитель председателя сената.

## Награды и звания
- Орден «Барыс» ІІ степени (24 июля 2022 года) — в честь 30-летия судебной системы Республики Казахстан;.
- Орден «Барыс» ІІІ степени (2016);[4].
- Орден Парасат (2011).
- почётное звание «Үш би» (2010).
- почётное звание «Почетный работник судебной системы Республики Казахстан» и др.
- Награждён правительственными и юбилейными медалями Республики Казахстан.
- Почётная грамота Верховного Суда Республики Казахстан.
- почётное звание «Почетный гражданин Жамбылской области» (2015).
- почётное звание «Почетный гражданин Актюбинской области» (2012).[5].
- Почётный гражданин Жуалынского района.
- Орден «Содружество» (18 апреля 2019, Межпарламентская ассамблея СНГ) — за активное участие в деятельности Межпарламентской Ассамблеи и её органов, вклад в укрепление дружбы между народами государств — участников Содружества Независимых Государств[6].
- Медаль «За укрепление парламентского сотрудничества» (19 мая 2016 года, Межпарламентская ассамблея СНГ) — за особый вклад в развитие парламентаризма, укрепление демократии, обеспечение прав и свобод граждан в государствах — участниках Содружества Независимых Государств[7].
- Медаль «МПА СНГ. 25 лет» (27 марта 2017 года, Межпарламентская ассамблея СНГ) — за заслуги в деле развития и укрепления парламентаризма, за вклад в развитие и совершенствование правовых основ функционирования Содружества Независимых Государств, укрепление международных связей и межпарламентского сотрудничества[8].